# 国鉄ツ2000形貨車
国鉄ツ2000形貨車（こくてつツ2000がたかしゃ）は、かつて日本国有鉄道（国鉄）およびその前身である鉄道省等に在籍した有蓋貨車（通風車）である。

## 概要
ツ2000形は、1932年（昭和7年）度に国鉄工場にてカ1000形（86両）から改造され生まれた10 t積み通風車である。合計86両（ツ2000 - ツ2085）が改造製作された。種車となったカ1000形の車番は順不同である。
各工場の製造数は以下のとおりである。
大宮工場 15両（ツ2000 - ツ2014）

大井工場 5両（ツ2015 - ツ2019）

名古屋工場 5両（ツ2020 - ツ2024）

長野工場 5両（ツ2025 - ツ2029）

金沢工場 10両（ツ2030 - ツ2039）

鷹取工場 15両（ツ2040 - ツ2054）

吹田工場 5両（ツ2055 - ツ2059）

後藤工場 5両（ツ2060 - ツ2064）

幡生工場 5両（ツ2065 - ツ2069）

盛岡工場 5両（ツ2070 - ツ2074）

土崎工場 5両（ツ2075 - ツ2079）

苗穂工場 6両（ツ2080 - ツ2085）

塗色は、黒であり、全長は7,830 mm、全幅は2,414 mm、全高は3,416 mm、軸距は3,962 mm、自重は7.4 t - 8.3 t、換算両数は積車1.6、空車0.8、最高運転速度は65 km/h、車軸は10 t短軸であった。
改造より約20年後に「老朽貨車の形式廃車」の対象形式に指定され、1952年（昭和27年）6月26日通達「車管第1232号」により告示された（当時の在籍車数は79両であった）。1954年（昭和29年）2月3日に最後まで在籍した1両（ツ2042）が廃車となり同時に形式消滅となった。